# Vladivostok
Vladivostok (en rus: Владивосток) és una ciutat russa de l'extrem orient, capital del krai de Primórie (o el Litoral), prop de les fronteres de la Xina i Corea del Nord, situada en un port natural vora el golf de Pere el Gran. És una ciutat amb indústries relacionades amb el seu important port comercial i militar, obert a l'oceà Pacífic a través del mar del Japó: drassanes, construccions mecàniques i construcció de maquinària per al tractament del peix i per a la indústria de la balena. És la terminal del Ferrocarril Transsiberià. En 2016 tenia 606.653 habitants.

## Història
La ciutat va ser fundada l'any 1860.

### Període revolucionari
Després de la Revolució d'Octubre a Rússia, el soviet d'obrers i soldats va assolir el control de Vladivostok el novembre de 1917. Els aliats tenien por que els alemanys s'apoderessin de la regió (els presoners de guerra havien estat alliberats i eren a la zona). El Japó va enviar vaixells de guerra a la ciutat i hi va desembarcar soldats per encarregar-se de mantenir l'ordre però sense intervenir en els afers interns (gener de 1918). Poc després, també hi van arribar soldats britànics. Al març també van entrar a la Sibèria tropes xineses, i el Japó hi va enviar més soldats per estabilitzar la situació als krais de Zabaikàlie i Primórie (o el Litoral), on convivien els blancs, els bolxevics i els presoners alemanys i txecs (que tenien tallades les vies per retornar a Europa). Els txecs es van aliar amb els blancs. Per protegir-los, el Japó va desembarcar 93.000 soldats a Vladivostok, i els americans, francesos, italians i britànics hi van enviar també soldats (uns set mil entre tots).
El 29 de juny de 1918, el soviet de Vladivostok va ser deposat pels txecs, i el govern que es va formar al seu lloc es va aliar amb el cap blanc, l'almirall Koltxak, l'agost de 1919. Les forces dels aliats van ocupar els territoris de Primórie o el Litoral i la regió de l'Amur fins al llac Baikal (amb Blagovésxensk, Khabàrovsk, etc.) i van ajudar l'almirall Koltxak. El juliol els txecs van ocupar Simbirsk (després anomenada Uliànovsk per Lenin), i a l'agost els txecs van entrar a Txità, a Transbaikàlia.
El govern provisional autònom instal·lat a Vladivostok va utilitzar la bandera verda i blanca, amb el verd a la part de dalt.
El 1919 els bolxevics, després de derrotar Koltxak i ocupar Omsk i Tomsk, van avançar cap a Transbaikàlia. Un govern provisional bolxevic es va establir a Verkhneúdinsk (tardor del 1919). El novembre de 1919 l'exèrcit de Koltxak es va enfonsar i els bolxevics de Vladivostok van assumir altre cop el poder. Koltxak va ser executat al febrer de 1920. Entre Vladivostok i Verkhneúdinsk quedaren els territoris dominats pels atamans cosacs, amb el seu cap principal Grigori Semiónov, que era partidari d'unir la Transbaikàlia, Amur i Primórie al Japó.
El soviet es va sostenir fins a l'abril de 1921, quan fou substituït per un govern democràtic ràpidament eliminat per una rebel·lió fomentada pels japonesos, dirigida pels germans Spiridon i Nikolai Merkúlov (26 de maig de 1921), de la qual va sorgir el govern provisional de Trans-Amur (Priamúrskoie vrémennoie pravítelstvo), presidit per Spiridon Merkúlov i amb Nikolai com a ministre de Marina i Afers Estrangers. Un Congrés va designar cap militar del govern provisional el general Dieterich, que dirigia les restes de l'exèrcit de Koltxak.
La Conferència de Washington (abril de 1922) va imposar al Japó l'evacuació total. Després de l'evacuació japonesa (que encara va retenir el nord de Sakhalín fins al 1925), els blancs es van dispersar. Al juny, els Merkúlov van entregar el govern al general Dieterich, que va presidir una Assemblea local (Zemski Sobor). El 22 d'octubre de 1922, les tropes de la República de l'Extrem Orient van entrar a la ciutat, que després va ser part de la Unió Soviètica.

## Geografia

### Ubicació
Vladivostok es troba al sud de la regió de Primórie, que forma part del Districte Federal de l'Extrem Orient. És una ciutat portuària a la mar del Japó, una mar costanera de l'oceà Pacífic occidental, i està ubicada a l'extrem sud de la península de Muraviov-Amurski, que té uns 30 kilòmetres de llarg i 13 kilòmetres d'amplada. Aquest península divideix el Golf de Pere el Gran en la badia d'Amur, a l'oest, i la badia d'Ussuri, a l'est. El centre de la ciutat de Vladivostik està ubicat a la badia del Corn d'Or. Al sud de Vladivostok, el Bòsfor oriental separa la ciutat de l'illa de Russki. L'àrea urbana cobreix una superfície de 56.154 hectàrees, que comprenen també unes 50 illes. El punt més alt de la ciutat és la montanya Kholodilnik, de 257 m d'altitud.
La distància que separa Vladivostok de Moscú són 9.288 kilòmetres amb el ferrocarril transiberià, i 6.430 kilòmetres en línia recta. Vladivostok es troba a set zones horàries a l'est de Moscú i limita amb el districte d'Artiom al nord.

### Clima
Vladivostok té un clima continental humit (Classificació de Köppen  Dwb). Malgrat estar a la latitud de Marsella, per l'Anticicló siberià, els seus hiverns són encara més freds que els de Moscou amb una temperatura mitjana de gener de −11,9 °C. La influència marítima és forta a l'estiu amb 20,0 °C de mitjana a l'agost. La temperatura mitjana anual és de 5,1 °C.
La pluviometria mitjana és de 840 litres que cauen principalment a l'estiu.

## Demografia
| 1860 | 1868  | 1878  | 1879  | 1884  | 1885   | 1890   | 1897   | 1902   | 1907    | 1915   | 1923    | 1926    | 1928    | 1929    | 1930    | 1931    | 1933    | 1937    | 14 octubre 2010 | 1r gener 2016 | 1r gener 2017 | 1r gener 2018 | 1r octubre 2021 | 1r gener 2023 | 1r gener 2024 |
| 41   | 2.453 | 8.393 | 8.837 | 7.617 | 13.050 | 14.446 | 28.933 | 31.200 | 118.000 | 65.728 | 106.689 | 107.980 | 110.800 | 114.408 | 120.000 | 140.000 | 190.000 | 206.974 | 592.034         | 606.653       | 606.589       | 604.901       | 603.519         | 597.237       | 591.628       |

### Població, dinàmica, edat i sexe

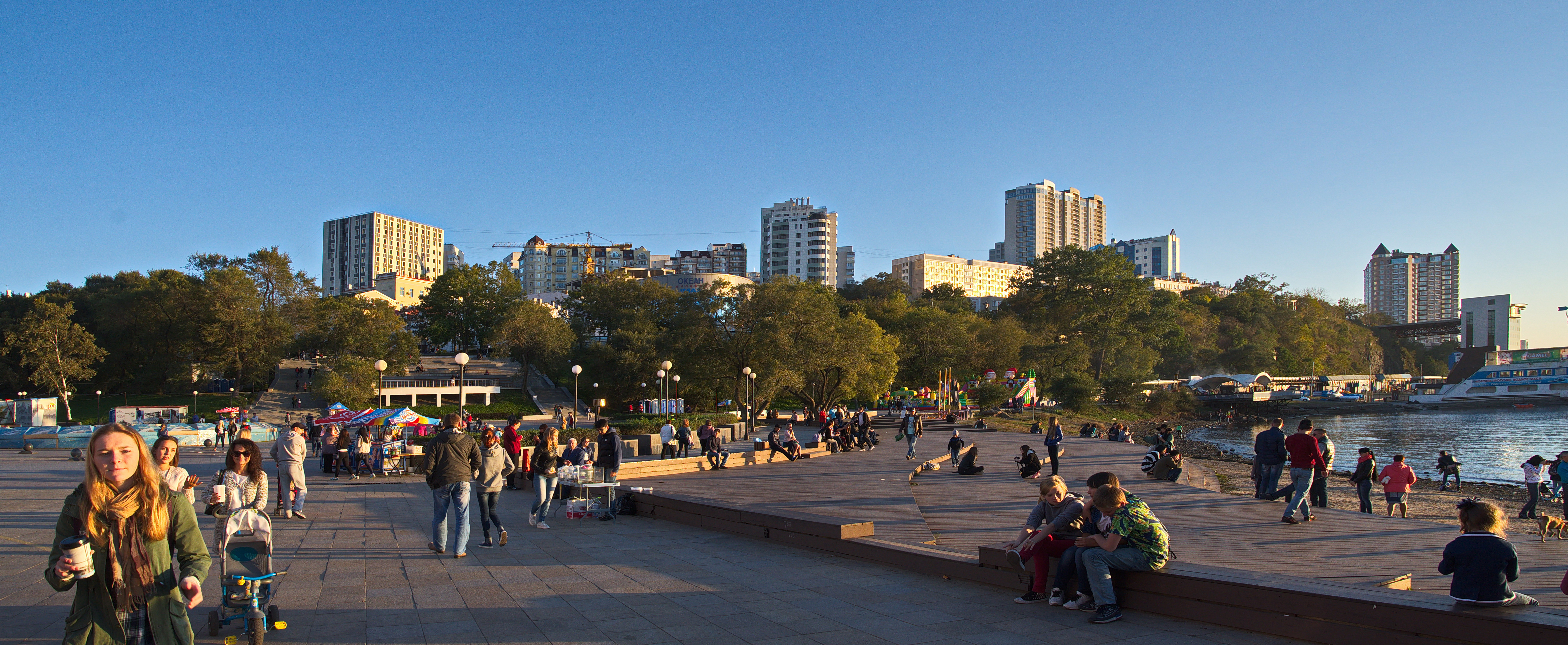
Russos caminant per l'oceà Pacífic a Vladivostok

Segons el cens rus de 2010, Vladivostok tenia una població de més de 592.000 habitants, amb més de 616.800 residents a l'àrea metropolitana. El Servei d'Estadística Estatal de Primorski va informar que el 2016, la població permanent total de l'aglomeració urbana de la ciutat era de més de 633.167. Des de la fundació de la ciutat, la seva població ha crescut activament, excepte els períodes de la Guerra Civil Russa i la crisi demogràfica després de la dissolució de la Unió Soviètica als anys noranta i principis dels anys 2000. A la Dècada del 1970, la població va superar els 500.000 habitants, i el 1992 va assolir un màxim històric de més de 648.000. La densitat mitjana de població és d'unes 1.832 persones/km².
La població ha augmentat en 30.000 habitants. Des del 2013, la dinàmica de creixement natural va afegir 727 individus a aquesta xifra a finals de 2015. L'any 2020, la població de Vladivostok va superar els 600.000, segons informa l'Oficina Federal d'Estadística de Rússia.
La distribució per edats de la ciutat inclou un gran segment de persones grans. En conjunt, la població inclou un 12,7% de persones més joves que persones sanes; el 66,3% que són sans; i un 21% que són més grans que persones sanes. La població de Vladivostok, com la del conjunt de Rússia, inclou un nombre significativament més gran de dones que d'homes.

### Composició ètnica
Segons el cens rus de 2010, els residents de Vladivostok inclouen representants de més de setanta nacionalitats i grups ètnics. Entre ells, els grups ètnics més nombrosos (més de 1.000 persones) són: russos (475.200); ucraïnesos (10.474); uzbeks (7.109); coreans (4.192); xinès (2.446); tàtars (2.446); belarussos (1.642); armenis (1.635); i àzeris (1.252).
| Ètnia      | Població | Percentatge | Ref.   |
| ---------- | -------- | ----------- | ------ |
| russos     | 475.170  | 92,4%       | [ 12 ] |
| ucraïnesos | 10.474   | 2,0%        | [ 12 ] |
| uzbeks     | 7.109    | 1,4%        | [ 12 ] |
| coreans    | 4.192    | 0,8%        | [ 12 ] |
| xinès      | 2.446    | 0,5%        | [ 12 ] |
| Altres     | 14.850   | 2,9%        | [ 12 ] |

Els estudis indiquen que des del 2002 la composició ètnica de la ciutat ha canviat a causa de la migració: la proporció d'uzbeks va augmentar 14,4 vegades; la proporció de xinesos i tadjiks per 5,4 vegades, la quota de kirguisos per 8,5 vegades i la proporció de coreans per 1,6 vegades. Més de la meitat dels coreans del krai de Primórie viuen de manera compacta a dues ciutats, Vladivostok i Ussurisk. Més del 80% dels uzbeks de Primorye viuen a Vladivostok. Mentrestant, la proporció d'ucraïnesos, belarussos, russos i tàrtars a la ciutat ha disminuït.
Vladivostok és considerada com una ciutat ètnicament diversa, i segueix sent una de les ciutats russes amb una gran població d'Àsia oriental. Tanmateix, avui Vladivostok no té la mateixa diversitat multinacional que va tenir des del segle XIX fins a la Segona Guerra Mundial, quan existien barris ètnics sencers, inclosos els Millionka xinesos, els Slobodka coreans i el barri japonès de Nihonzin Mati. Les diàspores històriques alemanyes, franceses, estonianes, americanes i de l'Àsia central a principis del segle XXI han estat poc estudiades.

## Economia
Les principals indústries de la ciutat són la navegació, la pesca comercial i la base naval. La pesca representa gairebé quatre cinquenes parts de la producció comercial de Vladivostok. La producció d'altres aliments suma un 11%.
Un empresari molt important i una important font d'ingressos per als habitants de la ciutat és la importació de cotxes japonesos. A més de venedors, la indústria dona feina a reparadors, muntadors, empleats d'importació, així com empreses navilieres i ferroviàries. Els concessionaris de Vladivostok venen 250.000 cotxes a l'any, dels quals 200.000 van a altres parts de Rússia. Cada tres treballadors del krai de Primórie té alguna relació amb el negoci d'importació d'automòbils. En els darrers anys, el govern rus ha intentat millorar la pròpia indústria automobilística del país. Això ha inclòs l'augment dels aranzels per als cotxes importats, fet que ha posat en dificultats el negoci d'importació de cotxes a Vladivostok. Per compensar-ho, el primer ministre Vladímir Putin va ordenar a l'empresa de fabricació d'automòbils Sollers que traslladés una de les seves fàbriques de Moscou a Vladivostok. La mudança es va completar el 2009 i la fàbrica ara dona feina a uns 700 locals. Està previst produir 13.200 cotxes a Vladivostok el 2010.

### Port marítim

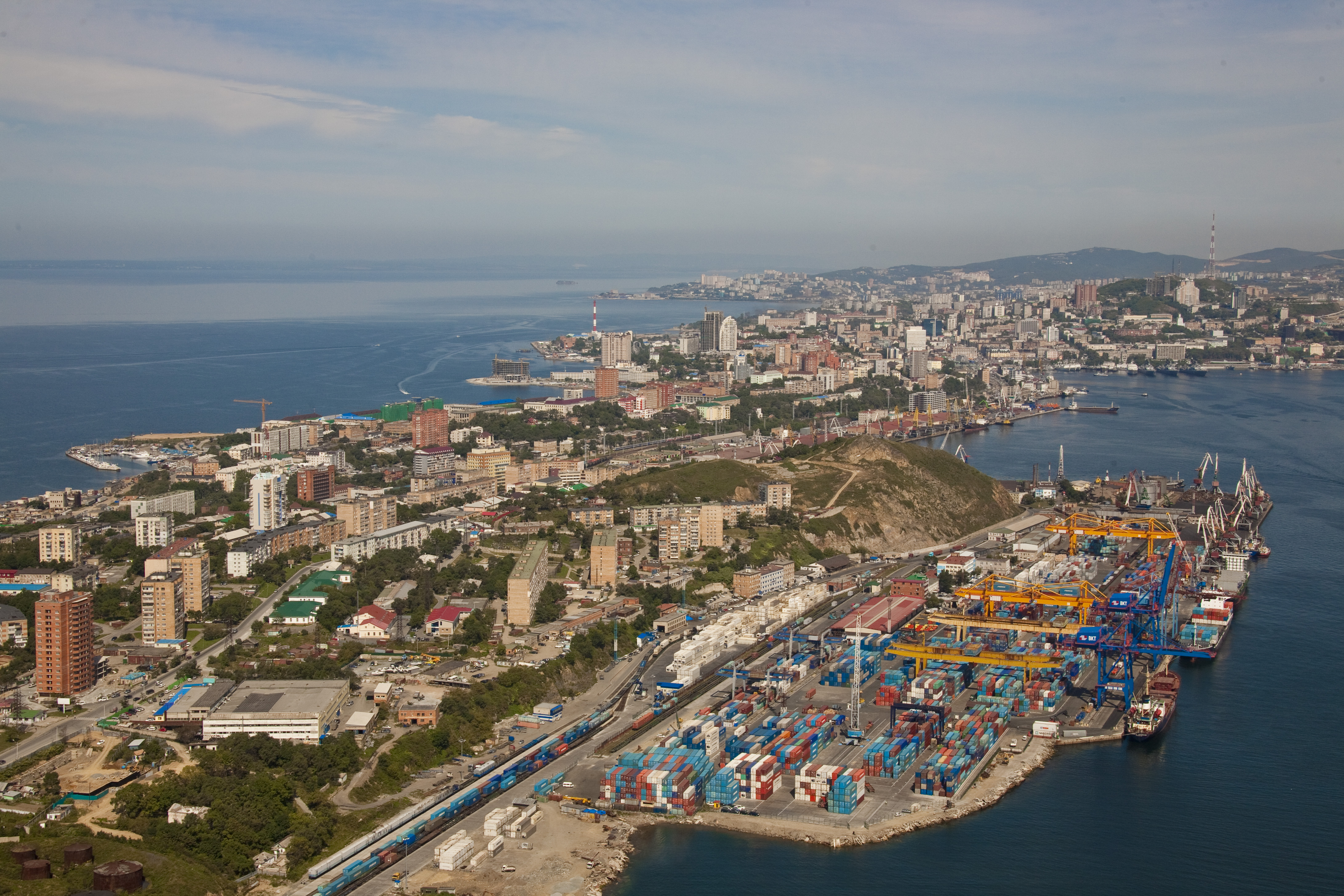
Port de Vladivostok

Vladivostok és un enllaç entre el Ferrocarril Transiberià i les rutes del mar Pacífic, el que el converteix en un important port de càrrega i passatgers. Tracta tant de cabotatge com de mercaderies generals d'exportació-importació d'una àmplia gamma. Al port hi operen 20 empreses d'estiba. La facturació de càrrega del port de Vladivostok, inclosa la facturació total de totes les empreses d'estiba, a finals de 2018 va ascendir a 21,2 milions de tones.
El 2015, el volum total del port marítim de comerç exterior va pujar a més d'11.800 milions de dòlars. L'activitat econòmica estrangera es va dur a terme amb 104 països.

### Turisme

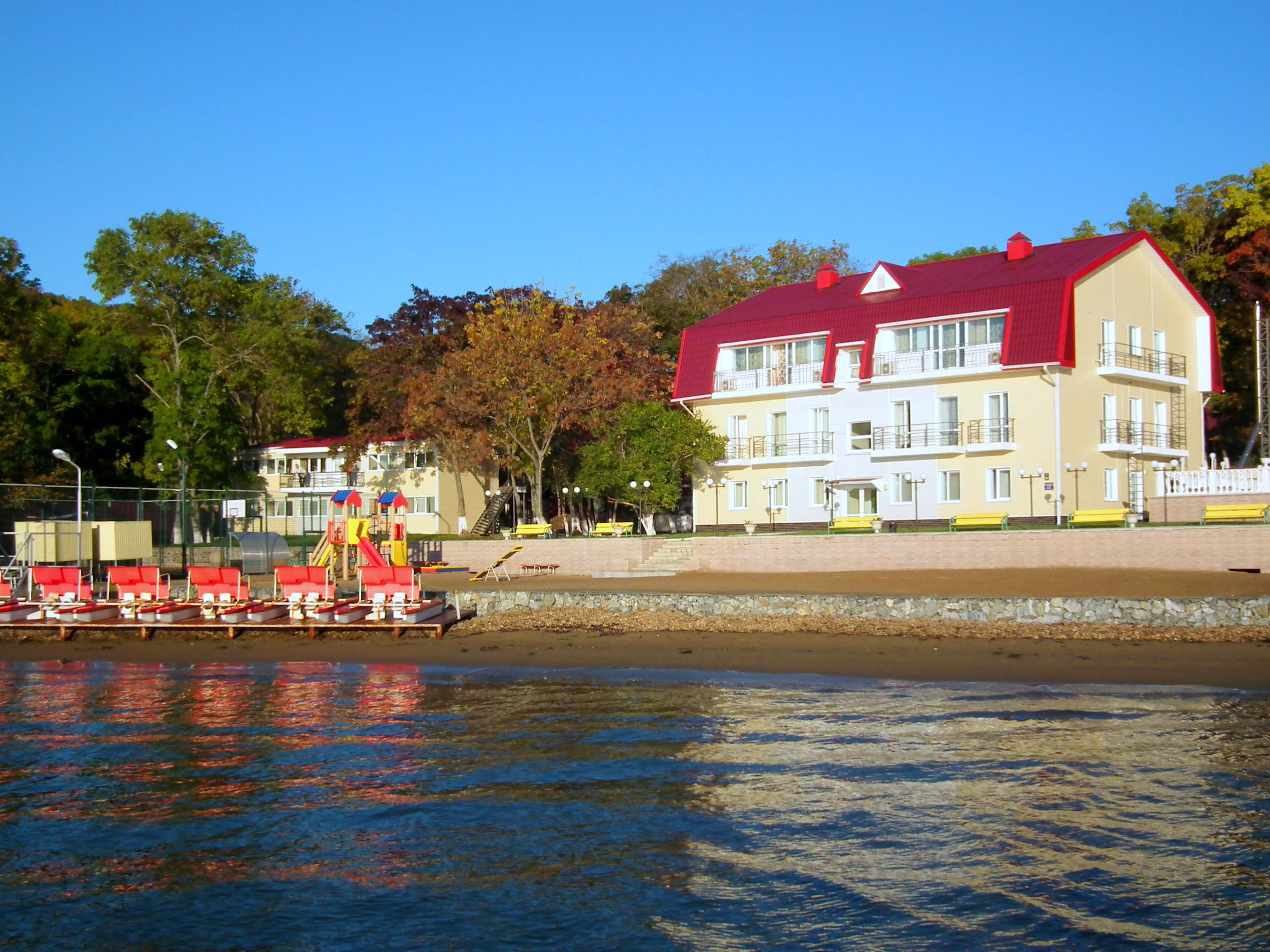
Un sanatori a la vora de la badia Ussuri

Vladivostok es troba a l'extrem sud-est de l'Extrem Orient rus, i és la ciutat més propera als països de l'Àsia-Pacífic amb una cultura europea exòtica, que la fa atractiva per als turistes. La ciutat està inclosa en el projecte per al desenvolupament del turisme de l'Extrem Orient "Eastern Ring". En el marc del projecte, es va obrir l'escenari Primorsky del Teatre Mariïnski i hi ha plans per obrir sucursals del Museu Hermitage, el Museu Rus, la Galeria Tretiakov i el Museu Estatal d'Art Oriental. Vladivostok va entrar a les deu millors ciutats russes per a l'oci i el turisme segons Forbes, i també va ocupar el catorzè lloc a la Classificació Nacional de Turisme.
A més de ser un centre cultural, la ciutat també és un centre turístic al golf de Pere el Gran. La zona turística de la ciutat es troba a la costa de la badia d'Amur, que inclou més d'11 sanatoris. Vladivostok també té una bulliciosa zona de jocs d'atzar, que té previst obrir més d'11 casinos el 2023. El Tigre de Cristal, el primer casino de la ciutat, va rebre la visita de més de 80.000 turistes, en menys d'un any de la seva obertura.
L'any 2017, la ciutat va ser visitada per uns 3.000.000 de turistes, entre ells 640.000 estrangers, dels quals més del 90% són turistes procedents d'Àsia, concretament de la Xina, Corea del Sud i Japó. El turisme domèstic es basa en el turisme de negocis (viatges de negocis a exposicions, conferències), que representa fins al 70% del flux entrant. A Vladivostok també es desenvolupa el turisme diplomàtic, ja que a la ciutat hi ha 18 consolats estrangers. Hi ha 46 hotels a la ciutat, amb un 2.561 habitacions. La gran majoria de les companyies de viatges de Primorsky Krai (86%) es concentren a Vladivostok, i el seu nombre era d'unes 233 empreses el 2011.

## Persones il·lustres
- Ivan Vasiliev (1989), ballarí
- Aleksandr Zaitsev (1935–1971), Gran Mestre d'escacs
- Ígor Tamm (1895–1971) físic, Premi Nobel de Física de l'any 1958.
- Yoshirō Irino (1921–1980), compositor musical.
- Yul Brynner (1920–1985), actor
- Natàlia Pogónina (1985), jugadora d'escacs